# Clydosmylus
Clydosmylus is een geslacht van insecten uit de familie van de watergaasvliegen (Osmylidae), die tot de orde netvleugeligen (Neuroptera) behoort.

## Soort
- C. montanus New, 1983